# Ằ
Ằ, ằ – litera rozszerzonego alfabetu łacińskiego, powstała poprzez połączenie litery A z brewisem i grawisem. Wykorzystywana jest w języku wietnamskim. Oznacza dźwięk [a˨˩], tj. samogłoskę otwartą przednią niezaokrągloną wymawianą z tonem huyền (niskim opadającym).

## Kodowanie
| Znak                   | Ằ                                           | Ằ                                           | ằ                                         | ằ                                         |
| ---------------------- | ------------------------------------------- | ------------------------------------------- | ----------------------------------------- | ----------------------------------------- |
| Nazwa w Unikodzie      | Latin Capital Letter a with Breve and Grave | Latin Capital Letter a with Breve and Grave | Latin small Letter a with Breve and Grave | Latin small Letter a with Breve and Grave |
| Kodowanie              | dziesiątkowo                                | szesnastkowo                                | dziesiątkowo                              | szesnastkowo                              |
| Unicode                | 7856                                        | U+1EB0                                      | 7857                                      | U+1EB1                                    |
| UTF-8                  | 225 186 176                                 | e1 ba b0                                    | 225 186 177                               | e1 ba b1                                  |
| Odwołania znakowe SGML | &#7856;                                     | &#x1EB0;                                    | &#7857;                                   | &#x1EB1;                                  |